# هیرومو میتسومارو
هیرومو میتسومارو (انگلیسی: Hiromu Mitsumaru؛ زادهٔ ۶ ژوئیهٔ ۱۹۹۳) بازیکن فوتبال اهل ژاپن است.
از باشگاه‌هایی که در آن بازی کرده‌است می‌توان به باشگاه فوتبال ساگان توسو اشاره کرد.